# Hjortmossen
Hjortmossen är stadsdel som ligger öster om södra delen av Centrala staden i Trollhättan, som till övervägande del består av flerfamiljshus och har omkring 3 300 invånare.
Hjortmosseskolan har klasser F till 6 och Trollhättans Musikklasser.  En stor del av området utgörs av Hjortmosseparken, en kuperad skogspark som har stor betydelse som promenad- och lekområde.
| Befolkningsutvecklingen i Hjortmossen | Befolkningsutvecklingen i Hjortmossen | Befolkningsutvecklingen i Hjortmossen | Befolkningsutvecklingen i Hjortmossen | Befolkningsutvecklingen i Hjortmossen |
| ------------------------------------- | ------------------------------------- | ------------------------------------- | ------------------------------------- | ------------------------------------- |
|                                       |                                       |                                       |                                       |                                       |
| År                                    |                                       |                                       | Invånare                              |                                       |
| 2015                                  | 2015                                  |                                       | 3 246                                 | 3 246                                 |
| 2020                                  | 2020                                  |                                       | 3 296                                 | 3 296                                 |
| Källor:                               |                                       |                                       |                                       |                                       |